# Al Sapienza
Al Sapienza (New York, 31 juli 1956) is een Amerikaans acteur en filmproducent.

## Biografie
Sapienza heeft gestudeerd aan de New York University en haalde in 1986 zijn diploma.
Sapienza begon in 1979 met acteren in de film Nocturna. Hierna heeft hij nog meer dan 240 rollen gespeeld in televisieseries en films zoals Pretty Woman (1990), Under Siege 2: Dark Territory (1995), Godzilla (1998), Lethal Weapon 4 (1998), 24 (2002-2003), Redemption (2004), The Sopranos (1999-2004), Prison Break (2005), Brotherhood (2006-2008) en Person of Interest (2011-2012).
Sapienza is in 2008 getrouwd.

## Filmografie

### Films
Selectie:
- 2024 The Shrouds - als Luca DiFolco
- 2017 Shock and Awe - als Arthur
- 2017 xXx: Return of Xander Cage - als CIA directeur
- 2015 The Big Short - als CEO van Option One
- 2014 Taken 3 - als Johnson
- 2014 Godzilla - als Huddleston
- 2012 Walking the Halls – als Christopher Benson
- 2011 Margin Call – als Louis Carmelo
- 2008 Saw V – als hoofd van politie
- 2007 Scar – als Delgado
- 2005 Carlito's Way: Rise to Power – als Nick
- 2004 Cellular – als valse Craig
- 2004 Redemption – als Daniel Stanza
- 1998 Lethal Weapon 4 – als detective
- 1998 Godzilla – als taxichauffeur
- 1995 Free Willy 2: The Adventure Home – als monteur
- 1995 Under Siege 2: Dark Territory – als kapitein
- 1995 Judge Dredd – als rechter die helm van Dredd verwijdert
- 1990 Pretty Woman – als nachtportier

### Televisieseries
Uitgezonderd eenmalige gastrollen.
- 2023 - 2024 Reacher - als Marsh - 3 afl.
- 2021 Gravesend - als Salvi Vincenzo - 2 afl.
- 2021 Sacrifice - als Larry Stillwel - 4 afl.
- 2020 Most Dangerous Game - als Jerry Pierce - 5 afl.
- 2017 - 2019 Suits - als Thomas Bratton - 5 afl.
- 2019 Hudson & Rex - als Edward Bullock - 2 afl.
- 2019 Pure - als Sterling Mackay - 3 afl.
- 2018 No Easy Days - als Andrew Whitmore - 8 afl.
- 2018 Jack Ryan - als minister van defensie Marcus Trent - 3 afl.
- 2018 Taken - als adjunct-directeur Davis - 2 afl.
- 2018 Insomnia - als Eric Ford - 8 afl.
- 2017 Rogue - als SAC Mullen - 2 afl.
- 2017 Shades of Blue - als Kirschner - 2 afl.
- 2016 - 2017 The Peter Austin Noto Show - als zichzelf - 4 afl.
- 2016 Shoot the Messenger - als Eric Lawson - 8 afl.
- 2016 Game of Silence - als Wallace Tuttle - 6 afl.
- 2011 – 2015 Person of Interest – als rechercheur Terney – 15 afl.
- 2014 Ascension - als raadgever Rose - 3 afl.
- 2014 Gotham - als Dick Lovecraft - 2 afl.
- 2013 House of Cards – Marty Spinella – 3 afl.
- 2012 The Firm – als J.D. Silver – 2 afl.
- 2011 – 2012 Blue Bloods – als Phil Sanfino – 2 afl.
- 2011 Days of Our Lives – als detective Pierce – 2 afl.
- 2008 – 2009 The Border – als Andriano Frantangelo – 2 afl.
- 2009 Guns – als Tony Fabriel – 2 afl.
- 2006 – 2008 Brotherhood – als Frank Panzerella – 8 afl.
- 2005 Prison Break – als Philly Falzone – 4 afl.
- 1999 – 2004 The Sopranos – als Mikey Palmice – 10 afl.
- 2002 – 2003 24 – als Paul Koplin – 3 afl.
- 1999 Cracker – als officier Steve Palmer – 2 afl.
- 1997 Night Man – als agent Briggs
- 1995 Can't Hurry Love – als casino medewerker – 2 afl.
- 1989 Matlock – als Davey Lesser – 2 afl.
- 1986 Falcon Crest – als Manny Snyder – 2 afl.

### Computerspellen
- 2005 Law & Order: Criminal Intent – als E.G. Halliwell
- 1996 Sovjet Strike – als Nick Arnold

### Filmproducent
- 2021 You Can Never Go Home Again - film
- 2019 Dystopia - televisieserie
- 2014 LeFrak City - korte film
- 2012 Girls Gone Dead - film
- 2010 Standing Ovation – film
- 2006 Forget About It – film
- 2004 Sin's Kitchen – film
- 1999 The Gifted – film

- Gemeinsame Normdatei: 1062248716
- International Standard Name Identifier: 0000 0000 5178 8505
- Library of Congress Control Number: nr2005030632
- Virtual International Authority File: 59041987
- WorldCat: E39PBJh8HvpqPXjpvJFfyM8V4q